# Aralia rex
Aralia rex es una especie de planta fanerógama perteneciente a la familia de las araliáceas.

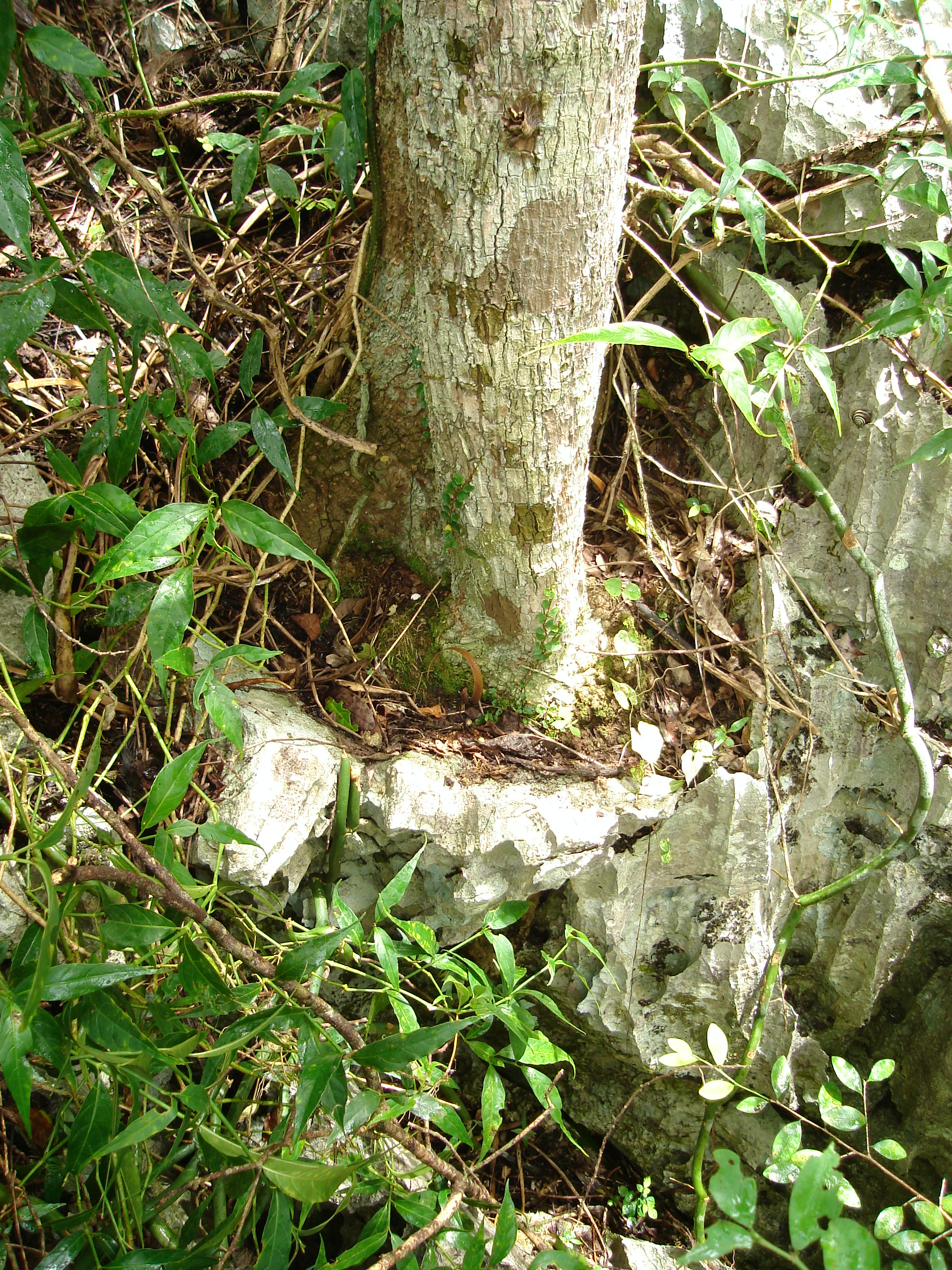
Detalle del tronco

## Distribución y hábitat
Es uno de los árboles más amenazados de la flora cubana. Actualmente sólo son conocidas dos plantas de esta especie, una en La Curva del Muerto, Topes de Collantes, Sancti Spíritus (Montes et al., 1985) y otra en Sierra de La Caoba, Parque nacional Viñales, Pinar del Río (Lazcano y Areces, 2005).
Otras tres plantas antes conocidas no han vuelto a encontrarse.  Dos de ellas estaban en Lomas de Somorrostro, Camoa, San José de las Lajas, La Habana, de donde el botánico sueco Erik Leonard Ekman describió la especie. Ya desde 1939 (Marie-Victorin y León, 1942) no se las pudo encontrar y actualmente el lugar está ocupado por una cantera. La tercera planta estaba en Caibarién, Villa Clara, en la “Finca Brazo Fuerte”, donde según Roig Mesa (1965) era llamada ‘panza de vaca’, pero no se conoce su ubicación exacta.
El espécimen de Topes de Collantes se encuentra en un área donde también hay una cantera de piedras calizas. Se han hecho con él intentos de reproducción infructuosos. 
El espécimen de Viñales tiene unos 14 metros, se encuentra en un área natural con poca afectación, protegida dentro del Parque nacional Viñales. Forma parte de una  vegetación de mogotes con características de bosque semicaducifolio asentado sobre rocas calizas. Está acompañado, entre otras especies, por Microcycas calocoma y Zamia amblyphyllidia.

## Taxonomía
Aralia rex fue descrita por (Ekman ex Harms) J.Wen y publicado en Cathaya 13–14: 96. 2001-2002[2002].
Etimología
Aralia: nombre genérico que deriva de la latinización de la antigua palabra franco-canadiense o india americana aralie.
rex: epíteto latino que significa "rey, real".
Sinonimia
- Magalopanax rex Ekman ex Harms